# Tour del Este de Java
El Tour del Este de Java (oficialmente: Tour of East Java) es una carrera ciclista profesional por etapas indonesa, que se disputa al este de la isla de Java principalmente en la provincia de Java Oriental.
Se disputa desde la creación de los Circuitos Continentales UCI en 2005 formando parte del UCI Asia Tour, dentro de la categoría 2.2 (última categoría del profesionalismo). 
Sus primeras ediciones tuvieron 5 etapas hasta el 2009 que se redujo a 3.

## Palmarés
| Año  | Ganador              | Segundo        | Tercero              |
| ---- | -------------------- | -------------- | -------------------- |
| 2005 | Ahad Kazemi          | Paul Griffin   | Robin Reid           |
| 2006 | Ghader Mizbani       | Hossein Askari | Yasutaka Tashiro     |
| 2007 | Björn Glasner        | Jai Crawford   | Hossein Askari       |
| 2008 | Ghader Mizbani       | Ahad Kazemi    | Jai Crawford         |
| 2009 | Andréi Mizúrov       | Ghader Mizbani | Hossein Askari       |
| 2010 | Hossein Alizadeh     | Sascha Damrow  | Hari Fitrianto       |
| 2011 | Hossein Jahabanian   | Ying Hon Yeung | Hossein Alizadeh     |
| 2012 | Ivan Tsissaruk       | Lee Rodgers    | Eko Bayu Nur Hidayat |
| 2013 | José Toribio Alcolea | Hari Fitrianto | David Clarke         |
| 2014 | Ghader Mizbani       | John Ebsen     | Amir Kolahdozhagh    |

## Palmarés por países
| País       | Victorias |
| ---------- | --------- |
| Irán       | 6         |
| Kazajistán | 2         |
| Alemania   | 1         |
| España     | 1         |